# Virginia Slims Championships (листопад) 1986
Virginia Slims Championships 1986 року відбувся двічі через зміну розкладу з березня на листопад.
Це був шістнадцятий завершальний турнір сезону, щорічний тенісний турнір серед найкращих гравчинь в одиночному і паному розрядах в рамках Туру WTA 1986. Відбувся з 17 до 23 листопада 1986 року у Нью-Йорку США.

## Фінальна частина

### Одиночний розряд
- Мартіна Навратілова —  Штеффі Граф 7–6(8–6), 6–3, 6–2

### Парний розряд
- Мартіна Навратілова /  Пем Шрайвер —  Клаудія Коде-Кільш /  Гелена Сукова 7–6(7–1), 6–3